# Pero nigra
Pero nigra är en fjärilsart som beskrevs av W. Warren 1904. Pero nigra ingår i släktet Pero och familjen mätare. Inga underarter finns listade i Catalogue of Life.